# Susan Bones
Susan Bones je literarni lik iz serije Harry Potter. Je študentka Pihpuffa, stara enako kot Harry. Je nečakinja Amelie Bones.

## Pojavi
Prvič se pojavi v knjigi Harry Potter in kamen modrosti. Omenjena je tudi v knjigi Harry Potter in dvorana skrivnosti, v petem delu, Harry Potter in Feniksov red pa se Susan Bones pridruži Dumbledorjevi armadi, obrambrenemu krožku, ki ga je ustvaril Harry, da bi se študentje Bradavičarke naučili braniti.

## Film
V filmih Harry Potter in kamen modrosti in Harry Potter in Dvorana skrivnosti je Susan Bones upodobila Eleanor Columbus, hči režiserja Chrisa Columbusa.